# Lisanak hosanak insonto sanak
|  | Denne artikel er oprettet af botten PalnaBot ud fra en ekstern database. Den kan derfor have sproglige fejl eller mangler. Denne skabelon kan fjernes efter kontrol af indholdet. |

Lisanak hosanak insonto sanak er en eksperimentalfilm instrueret af Karin Westerlund efter manuskript af Karin Westerlund.

## Handling
Lisanak Hosanak Insonto Sanak er et arabisk ordsprog, der betyder: Min tunge er min hest og passer jeg godt på den, passer den godt på mig.